# 加藤海運
加藤海運株式会社（かとうかいうん）は、兵庫県神戸市に本拠を置く物流会社。
本社所在地は、兵庫県神戸市中央区京町76番地の2。

## 沿革
- 1877年（明治10年） - 大阪および高松において回漕業として創業。
- 1928年（昭和3年） - 阪神-香川間の貨客定期航路を開設。
- 1949年（昭和24年） - 阪神定期旅客部門を分離し、加藤汽船株式会社を設立。
- 1964年（昭和39年） - 呉・松山フェリー株式会社を設立。